# Le Silence autour de Christine M.
Pour plus de détails, voir Fiche technique et Distribution.
Le Silence autour de Christine M. (De stilte rond Christine M.) est un film néerlandais de procès réalisé par Marleen Gorris, sorti en 1982.

## Synopsis
Le tenancier d'un magasin de vêtements surprend Christine M. en train de voler à l'étalage, et cherche à l'en empêcher. 
Elle réagit violemment ; deux autres femmes qui se trouvaient là se joignent à elle, et leurs coups sont si violents qu'ils tuent le boutiquier.
Toutes trois sont arrêtées par la police et détenues aux Bijlmerbajes (nl). Avant leur procès, elles sont examinées une par une par une psychiatre qui doit déterminer si les actes qu'elles ont commis étaient volontaires. Elle se rend vite compte que les trois femmes simulent, avant d'aborder avec chacune son histoire personnelle.
Elle finit elle-même par se questionner sur ses rapports avec les hommes.
Les trois femmes arrivent à la conclusion que leur vie n'est pas plaisante.
Lors de l'audience, les trois femmes font ce qu'elles savent le mieux faire : mettre en évidence leur égarement.
La psychiatre, par contre, affirme au tribunal qu'elles étaient pleinement responsables. Elles ne bénéficieront donc d'aucune réduction de peine. À la fin du procès, elles rient toutes quatre en quittant l'audience.
Quelles que soient les conséquences, elles ont compris « le malaise social entre (tous) les hommes et (toutes) les femmes ». 

## Fiche technique
Sauf indication contraire, les informations mentionnées dans cette section peuvent être confirmées par les bases de données cinématographiques  présentes dans la section « Liens externes ».
- Titre original : De stilte rond Christine M.
- Titre français : Le Silence autour de Christine M.
- Réalisation et scénario : Marleen Gorris
- Musique : Lodewijk de Boer et Martijn Hasebos
- Direction artistique : Harry Ammerlaan
- Costumes : Jany Temime
- Photographie : Frans Bromet
- Montage : Hans van Dongen
- Pays de production :  Pays-Bas
- Format : couleurs - 35 mm - mono
- Genre : drame
- Durée : 92 minutes
- Date de sortie :
  - Pays-Bas : 18 février 1982

## Distribution
Sauf indication contraire, les informations mentionnées dans cette section peuvent être confirmées par les bases de données cinématographiques  présentes dans la section « Liens externes ».
- Edda Barends : Christine M.
- Nelly Frijda : Annie
- Henriëtte Tol : Andrea
- Cox Habbema : Janine van den Bos
- Eddie Brugman : Ruud van den Bos
- Hans Croiset : Rechter
- Erik Plooyer : procureur général
- Bram van der Vlugt : psychiatre